# Son Marroig

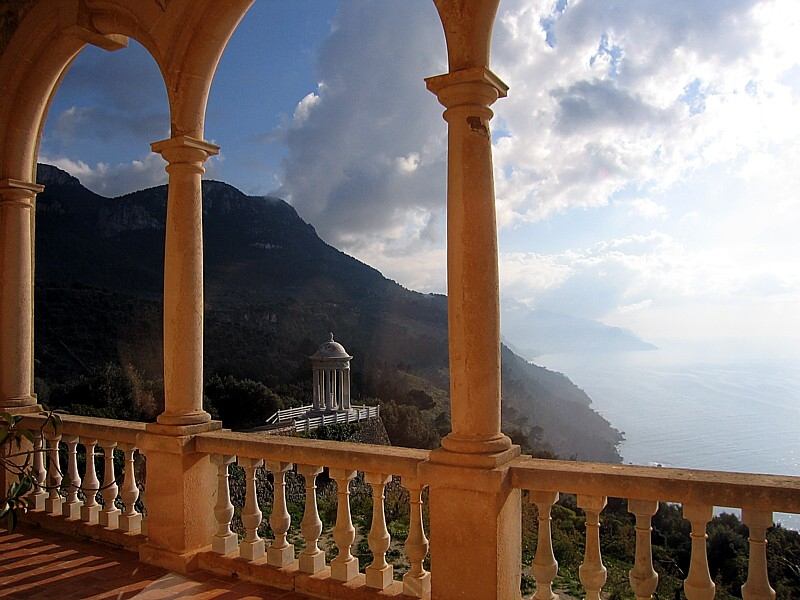
Son Marroig

Son Marroig és una possessió del terme de Deià (Mallorca). En els seus dominis hi ha la imponent península de la Foradada. A final del segle xix i començament del xx, va ser propietat de l'Arxiduc Lluís Salvador, que l'apreciava molt per les seves vistes de la costa de la Serra de Tramuntana.

## Descripció

### La torre
Son Marroig és una possessió fortificada, i posseeix una torre de defensa que servia per protegir la població dels atacs dels pirates i corsaris. Va ser construïda probablement al segle xvi per defensar les cases de la possessió després de l'atac de 150 sarraïns, que desembarcaren a la Foradada amb la intenció de saquejar les terres, i que finalment foren derrotats. És de planta quadrada i té quatre plantes d'alçat. Mostra un paredat de pedra vista, amb les cantonades i les obertures fetes de carreu, el que li atorga una notable solidesa.
Quan l'adquirí l'Arxiduc Lluís Salvador encara hi conservava un petit canó. El mateix arxiduc relata la llegenda que en aquesta torre va ser raptada l'última dona de la zona pels pirates.

## Història
Abans del segle xvii fou coneguda com la Foradada dels Masroig, i a partir de llavors fins a finals del segle xviii com Son Masroig de la Foradada.
L'any 1624 era propietat de Gabriel Masroig de la Foradada, i el 1685 es valorà en 11.000 lliures. L'any 1863 passà a la família Cortei, que la vengué finalment a l'Arxiduc Lluís Salvador, que la considerava una de les cases més ben situades de l'illa i imprescindible per al seu projecte de reconstruir el Miramar lul·lià. No va ser una operació fàcil, i quan finalment l'adquirí fou per un preu molt superior al que corresponia però, segons diu el costumari popular deianenc, l'Arxiduc afirmava que amb tots els doblers que havia donat no havia pagat ni el forat de la Foradada. Emprà el petit port natural per a tenir-hi el seu vaixell, el Nixe, i omplí els seus olivars de miradors.
A la mort de l'Arxiduc aquesta possessió, com totes les de Mallorca, passà a les mans del seu secretari, el deianenc Antoni Vives Colom. Avui dia continua essent dels seus descendents, que hi tenen un museu dedicat a la figura de l'Arxiduc. D'ençà del 1978 s'hi realitza el Festival Internacional de Música Clàssica de Deià.

## Anecdotari
La tradició diu que el darrer captiu fet pels corsaris a Mallorca va ser una dona de Son Marroig, capturada a final del segle xviii.
El famós mirador de Son Marroig és un templet de marbre de Carrara i fou construït per l'Arxiduc imitant el que hi ha damunt la illeta del jardí Pallavicini, a Pegli, a prop de Gènova, que al seu torn imita el tolos grec. S'aixeca sobre una base circular de quatre graons i consta de vuit columnes jòniques.
Julio Cortázar en parla a la seva novel·la El rayo verde.